# Madeira Beach
Madeira Beach ist eine Stadt im Pinellas County im US-Bundesstaat Florida. Das U.S. Census Bureau hat bei der Volkszählung 2020 eine Einwohnerzahl von 3.895 ermittelt.

## Geographie
Madeira Beach liegt auf einer vorgelagerten Barriereinsel zwischen dem Golf von Mexiko und dem Gulf Intracoastal Waterway an der Golfküste Floridas. Die Stadt grenzt im Norden an Redington Beach und im Süden an Treasure Island. Madeira Beach liegt dabei rund 15 Kilometer südlich von Clearwater sowie etwa 35 Kilometer südwestlich von Tampa.

## Demographische Daten
Laut der Volkszählung 2010 verteilten sich die damaligen 4263 Einwohner auf 4443 Haushalte, davon sind die meisten als Zweitwohnsitz genutzte Ferienwohnungen. Die Bevölkerungsdichte lag bei 1578,9 Einw./km². 95,4 % der Bevölkerung bezeichneten sich als Weiße, 0,9 % als Afroamerikaner, 0,6 % als Indianer und 1,0 % als Asian Americans. 0,6 % gaben die Angehörigkeit zu einer anderen Ethnie und 1,5 % zu mehreren Ethnien an. 4,3 % der Bevölkerung bestand aus Hispanics oder Latinos.
Im Jahr 2010 lebten in 11,6 % aller Haushalte Kinder unter 18 Jahren sowie 33,5 % aller Haushalte Personen mit mindestens 65 Jahren. 46,7 % der Haushalte waren Familienhaushalte (bestehend aus verheirateten Paaren mit oder ohne Nachkommen bzw. einem Elternteil mit Nachkomme). Die durchschnittliche Größe eines Haushalts lag bei 1,85 Personen und die durchschnittliche Familiengröße bei 2,45 Personen.
11,1 % der Bevölkerung waren jünger als 20 Jahre, 16,7 % waren 20 bis 39 Jahre alt, 37,6 % waren 40 bis 59 Jahre alt und 34,5 % waren mindestens 60 Jahre alt. Das mittlere Alter betrug 53 Jahre. 51,1 % der Bevölkerung waren männlich und 48,9 % weiblich.
Das durchschnittliche Jahreseinkommen lag bei 47.336 $, dabei lebten 13,9 % der Bevölkerung unter der Armutsgrenze.
Im Jahr 2000 war englisch die Muttersprache von 97,61 % der Bevölkerung und spanisch sprachen 2,39 %.

## Sehenswürdigkeiten
Die nicht konfessionsgebundene Kirche des Ortes, „Church by the Sea“ genannt, wurde 1945 errichtet. Da ihr Turm in seiner Erscheinung stark einem Huhn ähnelt, ist sie überregional auch unter dem Namen „Chicken Church“ bekannt und gilt als kuriose touristische Attraktion sowie Wahrzeichen der Stadt.

## Verkehr
Madeira Beach wird von der Florida State Road 699 durchquert.
Der nächste Flughafen ist der rund 20 Kilometer nordöstlich gelegene St. Petersburg-Clearwater International Airport.

## Kriminalität
Die Kriminalitätsrate lag im Jahr 2010 mit 379 Punkten (US-Durchschnitt: 266 Punkte) im durchschnittlichen Bereich. Es gab vier Vergewaltigungen, sechs Raubüberfälle, 24 Körperverletzungen, 56 Einbrüche, 208 Diebstähle, vier Autodiebstähle und vier Brandstiftungen.